# (6573) Магницкий
(6573) Магницкий (лат. Magnitskij) — типичный астероид главного пояса, открыт 19 сентября 1974 года советским астрономом Людмилой Черных в Крымской астрофизической обсерватории и 9 марта 2001 года назван в честь русского математика и педагога Леонтия Магницкого.

## Обнаружение и именование
(6573) Магницкий
Открыт 19 сентября 1974 года в Крымской астрофизической обсерватории Л. И. Черных.
Леонтий Филиппович Магницкий (1669—1739) — преподаватель математики в Школе математических и навигацких наук в Москве с 1701 года. Автор первой печатной книги в России по "арифметике" — энциклопедии математических и астрономических знаний того времени.
Оригинальный текст (англ.)6573 Magnitskij
Discovered 1974 Sept. 19 by L. I. Chernykh at the Crimean Astrophysical Observatory.
Leontij Filippovich Magnitskij (1669—1739), a teacher of mathematics at the School of Mathematical and Navigation Sciences in Moscow from 1701, was author of the first printed book in Russia on "arithmetics", an encyclopedia of mathematical and astronomical knowledge at that time.
Источники: 20010309/MPCPages.arc; M.P.C. 42355.

## Орбита

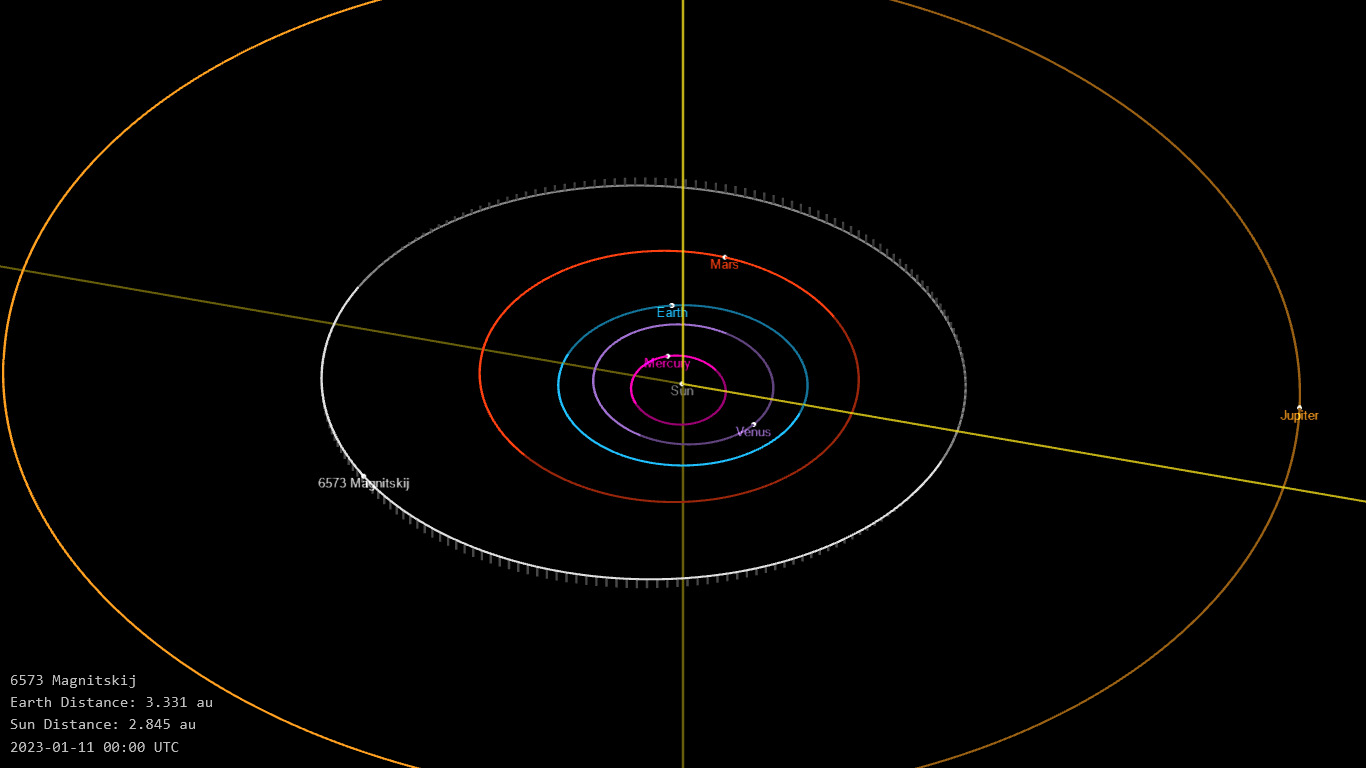
Орбита астероида Магницкий и его положение в Солнечной системе

## Физические характеристики
Астероид относится к таксономическому классу S.
По результатам наблюдений в видимом и ближнем инфракрасном диапазоне космического телескопа NEOWISE диаметр астероида оценивался равным 7,410±0,244 км. Согласно тем же источникам альбедо оценивается как 0,1540±0,0253 и 0,154±0,025.